# Edi Birsan
Edi Ersalesi Birsan, appelé plus communément Edi Birsan, né à New York en 1949, est une personnalité politique locale, maire de Concord en Californie, et un auteur américain de jeux de société et une des personnalités les plus marquantes du jeu Diplomatie, organisateur ou champion des plus grands tournois, éditeur de fanzines de Diplomatie, théoricien du jeu et participant à la révision des règles du jeu.

## Biographie
Edi Birsan est né dans l’arrondissement de Brooklyn à New York le 7 octobre 1949.
Il est très investi dans le monde du jeu de société et notamment dans le jeu Diplomatie depuis son adolescence.
Il vit depuis 1983 à Concord en Californie à proximité de la baie de San Francisco. Il a sa propre entreprise (E.D.I. Inc.) depuis 1986 dans le domaine de l’inspection et du service autour des conteneurs maritimes.
Depuis novembre 2012, il est élu l’un des cinq membres du City Council de Concord (122 067 habitants au recensement de 2010, 125 410 en 2020). En décembre 2017, après avoir été maire adjoint, il est désigné maire de la ville pour un an, de même en décembre 2023 pour l’année 2024.

### Acteur ludique

#### Personnalité du jeu Diplomatie
Edi Birsan découvre Diplomacy en 1965 à seize ans.
Il est l’inventeur d’une des plus célèbres ouvertures du jeu : la Lépante (nom tiré de la bataille de Lépante, « Lepanto » en anglais), attaque italo-austro-hongroise contre la Turquie imaginée dès 1966,, et il a proposé une analyse de la Sealion (qui pourrait être traduit en « Otarie » ou « Lion de Mer » en français, nom tiré de l’opération Seelöwe), attaque franco-allemande sur l’Angleterre.
Birsan écrit le premier numéro daté du 1er janvier 1972 de son propre dipzine (un fanzine consacré à Diplomatie) intitulé Arena. Au total, il en publie soixante, le numéro 60 d’Arena étant daté du 23 novembre 1975. Il crée d’autres fanzines : Dune (83 numéros entre 1972 et 1976), New York Knife (10 numéros entre 1973 et 1975 pour faciliter les parties entre joueurs de New York), The Children of the Storm (6 numéros en 1975, dipzine qui répertorie les parties à la recherche d’un nouvel arbitre), IDE (9 numéros spécifiquement pour préparer la DipCon IX ayant lieu en 1976), US Dollars (13 numéros entre 1974 et 1976 afin de faciliter les échanges à l’international) et enfin OM (4 numéros). Il a aussi écrit au milieu des années 1970, certains numéros de Diplomacy Handbook et The Council Courier, publications officielles de l’éphémère International Diplomacy Association, et aidé ponctuellement à la rédaction du Ranger à la même période.
En 1974, il joue une partie de Diplomatie restée célèbre sous le nom de The Prince William Invitational. Il joue l’Autriche-Hongrie et les autres joueurs sont Allan B. Calhamer, le créateur du jeu, qui joue la Turquie, Len Lakofka, une personnalité des premières Gen Con et de D&D, qui joue l’Allemagne, Jeff Power la France, Arnold Vagts la Russie, Don Lowry l’Angleterre et Bob Ward l’Italie. La partie se termine fin 1907 sur une nulle entre Lakofka (Allemagne), Power (France) et Vagts (Russie), les quatre autres joueurs dont Birsan étant éliminés. The Prince William Invitational a été publiée et commentée en anglais dans Hoosier Archives et Diplomacy World ainsi qu’en français dans le livret de règles de l’édition Descartes de 1994.
En 1976, Birsan est coorganisateur de la DipCon IX pour lequel il avait créé IDE, un dipzine tourné vers la préparation de cet évènement. Ce fut un succès car cela reste encore le plus grand des tournois de Diplomatie en nombre de joueurs avec deux-cent-trente participants. Il a également aidé à l’organisation de multiples championnats du monde ayant eu lieu sur le continent nord-américain. Depuis sa participation au championnat du Brésil en 2001, il est aussi connu pour être le seul à avoir participé à des tournois de ce jeu sur plus de trois continents (Amérique du Nord, Europe, Océanie et Amérique du Sud). Il rajoute l’Afrique avec le championnat d’Afrique du Sud en 2003 (qu’il a d’ailleurs remporté) puis le dernier continent avec l’Asie à l’occasion du championnat de Chine en 2015. Fondateur de diverses organisations « diplomatiques », il a été consultant d’Avalon Hill en 1999 pour la réécriture des règles publiées dans l’édition du jeu de 2000.
En 2008, sort Diplomacy of the Three Kingdoms créé par Edi Birsan et édité par MJS Creations, une variante pour trois à six joueurs se déroulant en Chine à l’époque des Trois Royaumes et introduisant des éléments aléatoires, des cartes et des unités de natures différentes que dans Diplomatie.

##### Palmarès à Diplomatie
Victoires
- champion d’Amérique du Nord en 1989 ;
- champion du Canada en 2001 (premier non-Canadien à l’avoir été) ;
- vainqueur de l’unique édition du championnat d’Afrique du Sud en 2003 ;
- champion d’Europe en 2004 (premier non-Européen à l’avoir été) ;
- champion de Saint-Marin en 2005 ;
- champion d’Italie en 2006 ;
- vainqueur de l’unique édition du championnat de Russie en 2009.

Places d’honneur
- vice-champion du monde par équipes en 1990 et en 2000 ;
- deuxième du Grand Prix nord-américain (coupe d’Amérique du Nord de la discipline) en 2000 et en 2002 ;
- vice-champion du Brésil en 2001 ;
- vice-champion d’Europe en 2005 ;
- troisième du championnat d’Amérique du Nord en 1970 et en 2005 ;
- troisième du championnat d’Europe en 1999 ;
- troisième du Grand Prix nord-américain en 1999 et en 2005 ;
- troisième du championnat du monde en 2005 (sept autres fois dans les dix premiers du championnat du monde) ;
- troisième du championnat du monde par équipes en 2007 et en 2015 ;
- troisième du championnat d’Europe par équipes en 2007.

Résultats au championnat du monde (21 participations dont 14 consécutives)
- 1990 : 55e
- 1996 : 16e
- 1997 : 10e
- 1998 : 4e
- 1999 : 24e
- 2000 : 68e
- 2001 : 4e
- 2002 : 18e
- 2003 : 29e
- 2004 : 12e
- 2005 : 3e
- 2006 : 22e
- 2007 : 8e
- 2008 : 30e
- 2009 : 5e
- 2012 : 6e
- 2013 : 6e
- 2014 : 18e
- 2015 : 19e
- 2016 : 17e
- 2018 : 16e

Au 17 novembre 2014, il est classé 4e derrière les Français Cyrille Sevin, Gwen Maggi et Yann Clouet au World Performance Evaluation (classement mondial calculé sur tous les résultats en tournoi depuis 1988, année du premier championnat du monde). Depuis 1988, il a figuré deux fois dans les trois meilleurs joueurs de l’année à ce même classement :
- 2e en 2004 ;
- 1er en 2005.

#### Autres jeux
Edi Birsan travaille en 1969 et 1970 pour le magazine Strategy and Tactics (en) spécialisé dans les wargames. Pour S&T, il participe notamment avec James Dunnigan (en) (no) (pt) à la création de divers jeux : Normandy, Deployment, Flying Fortress, Italy…
Edi Birsan est aussi créateur de deux jeux de cartes sortis respectivement en 1997 et en 1998 aux États-Unis :
- Babylon 5 Collectible Card Game (en) inspiré de la série télé Babylon 5 (jeu créé avec David Hewitt, John Myler, Paul Brown et Ran Ackels)[13] ;
- le jeu satirique Scandal (auquel l’actrice porno Nina Hartley a collaboré)[14].